# Amtsgericht Detmold
Das Amtsgericht Detmold (AG Detmold) ist ein Gericht der ordentlichen Gerichtsbarkeit mit Sitz in Detmold.

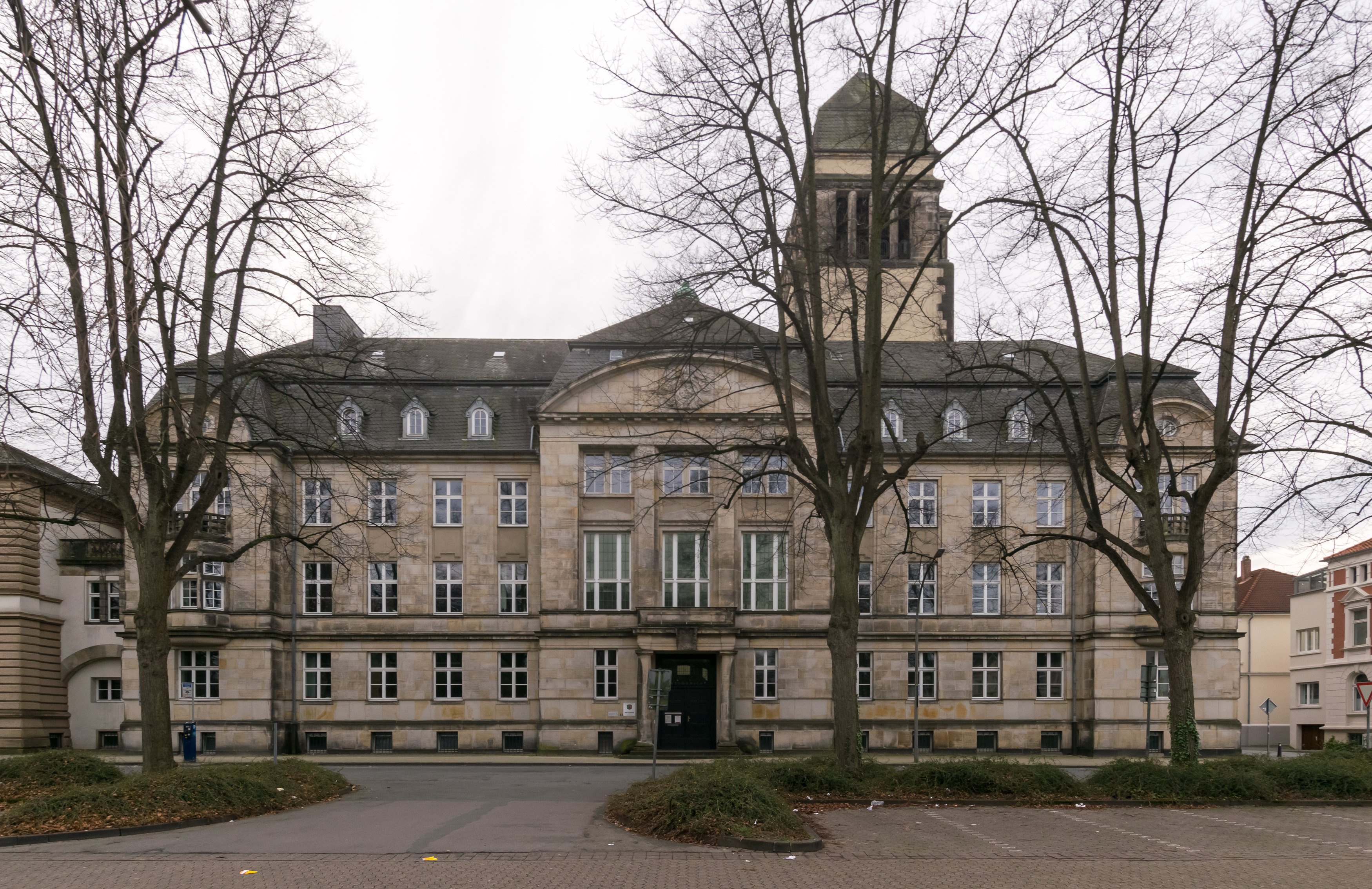
Das Gebäude des Amtsgerichts Detmold, früher Sitz der fürstlich lippischen Regierung

## Gerichtsbezirk
Das Amtsgericht Detmold ist örtlich zuständig für die Städte Detmold, Horn-Bad Meinberg, Lage und Oerlinghausen sowie für die Gemeinden Augustdorf und Schlangen allesamt im westlichen Teil des Kreises Lippe. In dem 446 km² großen Gerichtsbezirk leben rund 163.000 Menschen.

## Amtsgebäude
Sitz des Amtsgerichts ist der unter der Regentschaft Leopolds IV. im Jahre 1911 fertiggestellte Sitz der ehemaligen lippischen Regierung in der Paulinenstraße bzw. am Kaiser-Wilhelm-Platz in Detmold. Im Gebäude war später auch zunächst die Bezirksregierung Detmold untergebracht, es wurde deshalb auch Regierungsgebäude genannt.
Das Gebäude ist ein palastartiger Werksteinbau in Reformarchitektur mit deutlichen Anklängen an den Neubarock. Es hat ein Mansarddach und Segmentgiebel über den drei Risaliten der Hauptfassade. Die Seitenfront zur Hermannstraße weist flache Eckrisalite und einen Mittelrisalit mit Säulenportikus auf. Der mittlere Giebel ist mit dem historischen lippischen Landeswappen geschmückt. Im angrenzenden Teil des Gebäudekomplexes, im Gebäudeteil des ehemaligen lippischen Landtags, ist heute das Landgericht Detmold untergebracht.

## Übergeordnete Gerichte
Das dem Amtsgericht Detmold übergeordnete Landgericht ist das Landgericht Detmold, das wiederum dem Oberlandesgericht Hamm untersteht.

## Richter
- Eduard Boeckers (1863–1941), Richter 1903 bis 1941, Amtsgerichtsdirektor